# Marija Grigorowa
Marija Nikołajewna Grigorowa (ur. 4 marca 1996 w Ałmaty) – kazachstańska narciarka alpejska.
Wzięła udział w slalomie i slalomie gigancie na Zimowych Igrzyskach Olimpijskich 2018, w obu zajmując 51. miejsce.

## Osiągnięcia

### Igrzyska olimpijskie
| Miejsce | Dzień     | Rok  | Miejscowość | Konkurencja   | Czas    | Strata | Zwycięzca        | Źródło |
| ------- | --------- | ---- | ----------- | ------------- | ------- | ------ | ---------------- | ------ |
| 51.     | 16 lutego | 2018 | Pjongczang  | Slalom        | 2:04.37 | +25.74 | Frida Hansdotter | [ 3 ]  |
| 51.     | 15 lutego | 2018 | Pjongczang  | Slalom gigant | 2:41.19 | +21.17 | Mikaela Shiffrin | [ 4 ]  |